# 今野大喜
今野 大喜（いまの だいき、1997年3月29日 - ）は、岐阜県出身の日本のプロゴルファー。フロンティアの介護所属。同じプロゴルファーの今野康晴は母方の伯父。

## 経歴
子供のころは野球をしていたが伯父である今野康晴の活躍でゴルフに興味を持ち、中学1年頃、祖父に教わってクラブを握った。中学3年で『中部ジュニア』を制し、高校は故郷の岐阜を離れて福岡県の柳川高等学校に進学後、伯父と同じ日本大学へ進み主将も務めた。同期には大澤和也がいる。大学1年時の2015年にはプロを抑えて『中部オープン』に優勝。同大会は2018年にもアマで優勝している。2017年の『日本アマ』は大澤に1打差2位タイ。翌2018年の同大会は7打差の首位だったが豪雨で競技不成立に泣いた。それでも同年の『世界大学選手権』では団体、個人の2冠に輝き、金谷拓実、米澤蓮、大澤和也とのチームで挑んだ第18回ネイバーズトロフィーチーム選手権では日本チームに初の2連覇をもたらす。さらにアジア競技大会ゴルフ競技では金谷、米澤、中島啓太のチームで5大会20年ぶりの金メダルを獲得。2018年11月にプロ転向。
2022年は『中日クラウンズ』で自己ベストの5位に入るなどしたが、股関節を痛めてQTはサードで落選。2023年は出番が限られる中、推薦出場の『PGMチャレンジ』でABEMAツアー初優勝を飾った。

## 主な記録

### ツアー優勝(1)

#### ABEMAツアー(1)
| No. | Date                | Tournament    | スコア              | 2位との差 | 2位（タイ）         |
| --- | ------------------- | ------------- | ------------------- | --------- | ------------------- |
| 1   | 2023年9月6日-9月8日 | PGM Challenge | −17（68-63-65=196） | 1打       | 平本世中、 伊藤誠道 |